# Hans Diehl
Hans Diehl (1946 - 2 août 2023) est un médecin américain et adventiste du septième jour, surtout connu pour son plaidoyer en faveur d' une médecine de style de vie et d'une alimentation complète à base de plantes. Il est le fondateur du Programme (CHIP)[style à revoir].

## Biographie
Hans Diehl est né en Allemagne. Il attribue son intérêt précoce pour un mode de vie sain à l'Église adventiste du septième jour. Il s'inspire des recherches de Denis Parsons Burkitt et de Nathan Pritikin qu'il a rencontré et avec lesquels il a travaillé comme médecin. Directeur de recherche et d'éducation au Pritikin Longevity Center, il craint que le programme de Pritikin ne soit disponible que pour ceux qui en avaient les moyens. C'est pourquoi, en 1988, il fonde le Complete Health Improvement Program (CHIP), une intervention globale sur le mode de vie qui préconise un régime alimentaire complet à base de plantes et intègre l'importance de l'exercice, de la gentillesse et du sommeil. Le programme CHIP met l'accent sur un régime pauvre en cholestérol, en graisses, en huile, en sucre transformé et en sel. Il est abondant dans les fruits et légumes frais, les légumineuses, les grains entiers avec peu de noix et de graines. Il déclare que CHIP n'est pas « structuré idéologiquement comme un programme végétarien ou végétalien » mais basé sur des changements de mode de vie ». CHIP est ensuite rebaptisé Pivio Health.
Hans Diehl obtient un Master en santé publique et un Doctorat en sciences de la santé de l'Université de Loma Linda en 1975. Par la suite, il devient professeur de médecine préventive à la faculté de médecine de cette même université. Il fonde ensuite l'Institut de médecine du style de vie à Loma Linda, en Californie, qui a grandement contribué à la compréhension du lien entre le mode de vie et la santé. Cet institut promeut Le Régime Optimal, un régime alimentaire principalement à base de plantes, préconisant l'élimination des produits excessivement transformés et raffinés.
En 2002, il prend la parole en tant que conférencier lors du 35e Congrès végétarien mondial. En 2015, il est honoré en étant intronisé au Temple de la renommée végétalienne de la North American Vegetarian Society. Ses livres, traduits en 36 langues, atteignent un tirage dépassant les deux millions d'exemplaires.
Hans Diehl meurt le 2 août 2023, à l'âge de 77 ans, des suites d'un accident vasculaire cérébral lié à la fibrillation auriculaire, survenu au centre médical Universitaire de Loma Linda.

## Vie privée
Hans Diehl, un fervent adventiste du septième jour, embrasse le végétarisme lacto-ovo en 1967, puis opte pour un régime totalement végétal en 1997. Il est marié à Lily Pan Diehl, une talentueuse pianiste et chanteuse, avec qui il a deux enfants.

## Publications sélectives
- To Your Health: How to Eat More and Live Longer and Better (1987)
- Dynamic Living (avec Aileen Ludington, 1995)
- Take Charge of Your Health (avec Aileen Ludington, 2001)
- Dr. Diehl's CHIP Program for Reversing Disease with Fork and Knife (2003)
- Dynamic Health: A Simple Plan to Take Charge of Your Life (2003)
- The Optimal Diet: The Official Chip Cookbook (avec Darlene Blaney, 2009)
- Health Power: Health by Choice Not Chance (2011)